# فریدون کشاورز
فریدون کشاورز (زاده ۸ شهریور ۱۲۸۶ بندر انزلی – درگذشته ۱۴ مهر ۱۳۸۵ سوئیس) از سران حزب توده ایران و نماینده بندر انزلی در دوره چهاردهم مجلس شورای ملی بود.

## خانواده و تحصیلات
فریدون کشاورز با نام اولیه محمود کشاورز فرزند محمد وکیل التجار یزدی نماینده رشت در دوره‌های یکم و دوم مجلس شورای ملی و برادر کریم کشاورز (مترجم، نویسنده و فعال سیاسی) و جمشید کشاورز (نوازنده و موسیقیدان) بود.
او تحصیلات ابتدایی خود را در دبستان  احمدی را که به نام احمدشاه در رشت تاسیس شده بود به پایان رساند و در امتحانات دوره مقدماتی کلاس ششم رتبه نخست را کسب کرد . در دوران مدرسه به علت آشنایی و علاقه به تاریخ ایران نام خود را به فریدون تغییر داد. پس از اخذ دیپلم از مدرسه دارالفنون عازم اروپا شد و در رشته پرورش کودکان در دانشگاه تولوز فرانسه ادامه تحصیل داد و با تخصص در رشته آداب و پرورش کودکان در ۱۳۱۳ به ایران مراجعت کرد و در بیمارستان شماره یک ارتش انجام وظیفه نمود. او یک سال بعد رئیس بخش کودکان در بیمارستان زنان و کودکان (امیراعلم) شد و بدین ترتیب اولین بیمارستان کودکان در ایران را ایجاد کرد. کشاورز پس از چندی به بیمارستان رازی منتقل گردید. او از سال ۱۳۱۷ به مدت یازده سال استاد دانشگاه تهران بود.
آداب و پرورش کودکان ترجمه رساله دکترای اوست.
«من متهم می‌کنم کمیته مرکزی حزب توده ایران را» تنها کتاب او و «خاطرات سیاسی» مجموعه‌ای شامل چند مصاحبه و مقاله در تکرار نوشته‌های تنها کتاب او می‌باشد.

## فعالیتهای سیاسی
کشاورز در ۱۳۲۰ به عضویت حزب توده ایران درآمد و یک سال بعد در کنفرانس اول تهران (اولین مجمع انتخابی حزب) در شمار هیئت ۱۵ نفری کمیته ایالتی تهران که وظایف کمیته مرکزی حزب توده ایران را داشت انتخاب گردید. وی در کمیته مرکزی موقت مأموریت داشت نخستین کنگره حزب توده ایران را هر چه زودتر تشکیل دهد. در سال ۱۳۲۲ کنگره اول حزب توده برگزار شد و کشاورز به عضویت کمیته مرکزی، هیئت سیاسی و هیئت اجرائیه درآمد. همان سال به نمایندگی مردم بندر انزلی (بندر پهلوی آن زمان) در دوره چهاردهم مجلس شورای ملی برگزیده شد.

### تلاش برای حق رای زنان
نخستین گام برای اعطای حق رأی و نمایندگی به زنان را دکتر کشاورز و دیگر اعضای فراکسیون حزب توده در مجلس برداشتند. این فراکسیون به سخنگویی فریدون کشاورز در ۲۴ مرداد ۱۳۲۳ ماده واحده‌ای به مجلس پیشنهاد داد تا با تصویب مجلس، زنان «با همان شرایطی که دربارهٔ مردان مقرر است از حقوق و مزایای اجتماعی از قبیل حق انتخاب کردن و انتخاب شدن در مجالس مقننه و انجمن‌های ایالتی و ولایتی و غیره استفاده نمایند». در مقدمه طرح آمده بود:

«بانوان ایرانی در این چند سال اخیر که از نعمت آزادی بهره‌مند شده‌اند، لیاقت و شایستگی خود را از هر حیث در انجام وظایفی که به آنها محول گردیده به اثبات رسانیده‌اند و بانوان ایرانی حقاً سزاوار برابری و تساوی در حقوق و مزایای اجتماعی با مردان می‌باشند».

هنگامی که کشاورز طرح را در مجلس قرائت کرد، محمد بهادری نماینده اهر فریاد زد: «این برخلاف اسلام است. برخلاف قرآن مجید است. خارج از حدودی که اسلام معین نموده رفتار کردن برخلاف قرآن و دین اسلام است».
در همین دوره نمایندگی‌اش در شب پنجم بهمن ۱۳۲۳ به مطب او کوکتل مولوتوف انداخته شد که باعث آتش‌سوزی شد و دو روز بود، بمبی به خانه‌اش انداختند که منفجر نشد. او این حملات را به هواداران سید ضیاءالدین طباطبایی نسبت داد.
در ۲۳ شهریور ۱۳۲۴ ارتش به کلوپ حزب توده حمله کرد و کسانی را که در محل کلوپ گردآمده بودند مضروب کرد، یکی از افسران به نام زرین نعل، فریدون کشاورز را کتک زد و زخمی کرد که پزشک ارتش نیز جراحات او را تأیید کرد. کشاورز در نشست مجلس ماجرای حمله به کلوپ حزب توده و مضروب کردن خود را توضیح داد و اعتراض کرد. سرتیپ زند وزیر جنگ در همان جلسه توضیح داد که کسی به کشاورز حمله نکرده بلکه تظاهرکنندگان در خیابان به خودروی او سنگ پرتاب کرده و او را زخمی کرده‌اند.

## وزارت فرهنگ
فریدون کشاورز در سال ۱۳۲۵ به مدت ۷۵ روز وزیر فرهنگ کابینه احمد قوام بود.

## مهاجرت
در سال ۱۳۲۷ پس از واقعه سوءقصد به محمدرضا پهلوی و متهم شدن اعضای کمیته مرکزی حزب توده به دست داشتن در آن در تهران مخفی شد و در ۱۳۲۸ همراه با رضا رادمنش به دستور هیئت اجرائیه حزب توده به شوروی مهاجرت کرد و در مدارس عالی حزبی و آکادمی علوم اجتماعی مسکو تحصیلاتش را به پایان رساند. پس از مرگ استالین که تا آخر فریدون کشاورز به او وفادار بود و در پی اختلاف با عبدالصمد کامبخش، نورالدین کیانوری در سال ۱۳۳۷ از عضویت کمیته مرکزی حزب توده ایران استعفا کرد. نشریات وابسته به حزب توده او را عضو اخراجی خواندند، اما خودش نوشت که استعفا کرده و متن استعفانامه‌اش را نیز به چاپ رساند. کشاورز پس از خروج از شوروی با رهبران سیاسی چین و آلبانی دیدار و مذاکره کرد. در دهه ۱۹۶۰ به دنبال مخالفت چین با سیاست‌های شوروی، امیدی تازه در دل کشاورز جوانه زد و او را به چین کشاند.
فریدون کشاورز در ۱۳۳۸ به دعوت عبدالکریم قاسم رهبر عراق به این کشور مهاجرت کرد و به تدریس در دانشگاه عراق و طبابت اشتغال داشت و از رادیو بغداد علیه دولت ایران سخنرانی می‌کرد. سپس در ۱۳۴۱ به الجزایر رفت و به مدت پانزده سال به تدریس طب کودکان پرداخت. وی بعدها به سوئیس رفت و در آنجا اقامت گزید. او نخستین کسی است که اسرار حزب توده را فاش کرد. او تا آخر عمر راضی به انتقاد از استالین نشد.
کشاورز در ۱۳۵۷ قصد بازگشت به ایران را داشت که به دلیل بیماری بستری شد و در لوزان تحت عمل آپاندیس قرار گرفت و چون بیماری و نقاهت مانع از حرکت او بود در سوئیس و در اروپای غربی تا ۲۸ سال بعد به زندگی خود ادامه داد.
کریم کشاورز نویسنده، مترجم مشهور، و جمشید کشاورز موسیقیدان برادران او و بهمن کشاورز حقوق‌دان، وکیل دادگستری و رئیس پیشین اتحادیه سراسری کانون‌های وکلای دادگستری ایران  برادرزاده اش می باشد.